# USS Louisiana (SSBN-743)
El USS Louisiana (SSBN-743/SSGN-734) es un submarino de misiles de crucero de propulsión nuclear (SSGN) de la clase Ohio, convertido de un submarino de misiles balísticos (SSBN), que forma parte de la Armada de los Estados Unidos. Lleva misiles balísticos Trident y ha estado en servicio desde 1997. Es el cuarto barco encargado que lleva el nombre del estado estadounidense de Luisiana.

## Construcción
El contrato para la construcción del Louisiana se adjudicó el 19 de diciembre de 1990 y su quilla se colocó en la Electric Boat Division de General Dynamics en Groton, Connecticut, el 23 de octubre de 1992. Fue botado el 27 de julio de 1996, patrocinado por Patricia O' Keefe, y comisionado el 6 de septiembre de 1997 en la Base Naval de Submarinos Kings Bay en Kings Bay, Georgia.

## Historial operativo
El primer puerto base del Louisiana fue Kings Bay. Su puesta en servicio le dio a Kings Bay su dotación completa planificada de 10 submarinos de misiles balísticos.
En la década de 1990, con el final de la Guerra Fría y la subsiguiente reorganización de las fuerzas militares estadounidenses, una revisión de la política nuclear estadounidense recomendó que la Marina de los EE. UU. redujera su inventario de submarinos de misiles balísticos de la flota clase Ohio de 18 a 14 para 2005. Se abandonó el plan para alcanzar este objetivo retirando los cuatro submarinos más antiguos de la clase Ohio (Ohio, Michigan, Florida y Georgia). En cambio, esos cuatro se convirtieron en submarinos de misiles de crucero (SSGN). Las conversiones redujeron el tamaño de la flota de submarinos de misiles balísticos equipados con Trident a 14 unidades. Para equilibrar la flota restante equipada con Trident entre la Flota del Atlántico de los Estados Unidos y la Flota del Pacífico de los Estados Unidos, cinco submarinos de la clase Ohio se trasladaron del Atlántico al Pacífico. Entre 2002 y 2005, Pensilvania, Kentucky, Nebraska, Maine y Louisiana se trasladaron de Kings Bay a la base naval Kitsap.
El 18 de agosto de 2016, Louisiana chocó con el USNS Eagleview, un submarino y buque de apoyo de guerra especial, mientras realizaba operaciones en el Estrecho de Juan de Fuca. Ambos buques regresaron a sus respectivos puertos de origen por sus propios medios. El daño al Louisiana se limitó a su casco de estribor delantero.